# Studies on Homer and Homeric Age
«Studies on Homer and Homeric Age» («Исследования о Гомере и его веке») — изданная в 1858 году книга английского политика Уильяма Гладстона (1809—1898), посвящённая различным вопросам, связанным с древнегреческим поэтом Гомером и событиям его эпохи. Поскольку автор книги был прежде всего известен как государственный деятель, его историко-лингвистический труд был встречен преимущественно критически. Учитывая, что открытие Трои произошло только в 1870-х годах, утверждения Гладстона о некоторой степени историчности описаний Гомера не было принято научной общественностью. Также собственные религиозные взгляды Гладстона привели к формулировке в книге оригинального взгляда на идеологическую близость Гомера и его современников к христианству. Сделанное Гладстоном наблюдение об использовании слов для выражения цветов в словаре Гомера привело к длительной полемике о цветовом восприятии в различных культурах.

## Предыстория

### Научный контекст
В 1858 году, когда вышли в свет «Исследования», ещё не были изданы многие влиятельные научные труды: «Происхождение видов» Чарлза Дарвина (1859), «Геологические доказательства древности человека» Чарлза Лайеля (1863), расширившая представление о древности человечества, и «Доисторические времена» («Prehistoric Times») Джона Лаббока (1865), в которой были введены понятия палеолит и неолит. Хотя предположение о выделении каменного, бронзового и железного веков было сделано Кристианом Томсеном в 1832 году, археологические подтверждения были получены Габриэлем де Мортилье только в 1860 году, а стали широко известны только в 1862 году. Палеолитические исследования Жака Буше де Перта о каменных орудиях труда были подтверждены Джозефом Прествичем и Джоном Эвансом осенью 1858 года.

### Гладстон и Гомер
Гомеровские исследования Гладстона чрезвычайно обширны — отмечается, что он написал на эту тему больше, чем кто бы то ни было другой на английском языке в XIX веке. Неудивительно, что они привлекли внимание как современников политика, так и его биографов. Преимущественно эти исследования оценивались отрицательно, в лучшем случае — как безобидное хобби великого человека. По оценке автора трёхтомной биографии Гладстона Джона Морли (1903), большинством теории Гладстона воспринимались как фантастические, а его упорство в них как идиосинкразическую причуду. Этот взгляд, в целом, разделяют и современные биографы. Редким исключением является биография, написанная Филипом Магнусом (1965), помещающая эти исследования в контекст христианской апологетики. Более благоприятные отзывы работы Гладстона в этой сфере получили от историков античности Джона Майерса и Хью Ллойд-Джонса. В ряде работ, появившихся во второй половине XX века взгляды Гладстона на гомеровскую Грецию рассматриваются в положительном ключе. Воззрениям Гладстона на вопросы, связанные с Гомером и христианством, посвящена монография английского историка Дэвида Беббингтона (2004).
Первоначальное знакомство с творчеством Гомера Гладстон получил в Итонском колледже, завершив своё классическое образование в Оксфорде. В 1847 году Гладстон откликнулся рецензией на монографию об «Илиаде» немецкого филолога Карла Лахмана. В 1857 году он издал две небольшие статьи: «Homer and his Successors in Epic Poetry» и «Homeric Characters, In and Out of Homer». В первой из них Гладстон разбирал отличие эпического жанра у Гомера и его творческих наследников, а во второй аналогичное сравнительное исследование он провёл в отношении персонажей. В это время Гладстон уже был видным политиком, занимавшим пост канцлера казначейства (первый срок в 1852—1855). Одной из проблем, которые его интересовали была реформа образования и, в частности, упадок классического образования в Оксфордском университете, с которым он поддерживал связь, представляя его в парламенте в 1847—1865 годах. По предположению Дж. Майерса масштабный труд о Гомере следует рассматривать в этом контексте. В том же 1857 году Гладстон опубликовал «Essay on the Place of Homer in Classical education and in Historical enquiry», где обозначил важность и необходимость предпринятого им исследования — с одной стороны, в силу того, что произведения Гомера являются лучшим из того, что дала классическая античность, а с другой стороны чтобы реабилитировать это направление исследований, объявляемое оппонентами классического образования неактуальным.
В середине 1850-х годов политическая карьера Гладстона находилась в кризисе и, как всегда в таких случаях, он обратился к Гомеру. «Исследования» писались в течение пяти лет с августа 1855 года по февраль 1858 года, в марте они были изданы. Их появление обозначило возвращение Гладстона к активной политической жизни. В ноябре ему была поручена важная миссия в Греции, по завершении которой он стал лидером Либеральной партии и Палаты общин. В дальнейшем Гомер и его эпоха не переставали увлекать Гладстона, и до самой смерти он продолжал работать над книгой «The Olimpean Religion».

## Содержание книги

### Структура книги
Книга была издана в трёх томах, в сумме составляющих 1696 страниц. Каждый том состоит из нескольких крупных разделов, подразделяющихся в свою очередь на части. Первый раздел (Prolegomena) включает в себя анализ состояния гомеровского вопроса и значения произведений Гомера для цивилизации. Здесь же автор обосновывает необходимость и важность классического образования. Основной объём первого тома составляет раздел «Achais», в котором производится идентификация различных народов, упоминаемых Гомером и устанавливается взаимосвязь между ними. Следующий раздел, занимающий весь второй том, посвящён «олимпийской религии». Исследуются атрибуты каждого божества, их иерархия; при этом Гладстон пытается обнаружить параллели с религией Ветхого Завета. В этом же томе рассматриваются мораль и положение женщин в обществе гомеровской Греции. Третий том посвящён множеству различных вопросов, в том числе политике, географии, сравнению религии греков и троянцев, общему анализу сюжета «Илиады». В последний раздел «Aoidos» включены наблюдения Гладстона о различных субъективных аспектах культуры древних греков на основе анализа их словарного запаса — восприятии чисел, цвета и прекрасного.

### Основные положения
Её основные тезисы были приведены в книге Гладстона 1876 года «Homeric synchronism; an enquiry into the time and place of Homer»:
- Поэмы Гомера в целом историчны, являясь документальным свидетельством о странах, народах, персонажах и их чувствах;
- В них существует фактическое ядро, относящееся к Троянской войне;
- Однако нет достаточных данных для помещения как самого Гомера, так и его сведений в рамки установленной хронологии;
- Внутренняя хронология поэм Гомера определяется его генеалогическими сведениями, которые непротиворечивы и позволяют установить относительный порядок событий и взаимосвязи участников, не пересекаясь, при этом, со сферой событий, известных из других источников;
- Можно предположить, что Гомер жил не позднее полувека от Троянской войны;
- Существуют веские основания полагать, что его жизни и активность пришлись на период Дорийского вторжения на Пелопоннес.

Соответственно, Гладстон — в отличие от большинства его современников — предполагал существование единственного автора «Илиады» и «Одиссеи». Суровой критике также подверглась предпринятая Гладстоном реконструкция древнегреческой религии, в которой он обнаружил черты сходства с ветхозаветным монотеизмом.

## Гладстон и дискуссия о цветовом восприятии
Согласно наблюдениям Гладстона, словарный запас Гомера, применяемый для описания цветов («винноцветное море»), был весьма ограничен, а его эпитеты, связанные с цветом, для современного читателя звучат очень странно. Теория Гладстона о цветовом языке Гомера, согласно которой такое словоупотребление было вызвано анатомическими особенностями зрения древних греков, вызвала продолжительную дискуссию в XIX веке, однако была забыта в начале XX века. Внимание к ней было привлечено после выхода в 2011 году книги израильского лингвиста Гая Дойчера «Through the Language Glass» (русс. пер. «Сквозь зеркало языка», 2016). Ряд положений Дойчера подверг критике английский лингвист Джеффри Сампсон.
По мнению современного этнолингвиста Нэнси Хикерсон, «Исследования» Гладстона стали первой работой в её науке. В многочисленных исторических обзорах на тему дебатов о цветовом восприятии и его связи с лингвистикой, Гладстон традиционно называется как первооткрыватель этой темы. При этом различные авторы по-разному характеризуют собственные взгляды Гладстона на данный предмет. Согласно американскому психологу Ричарду Вудворту (1910) их можно обозначить как биологический детерминизм, другие исследователи называют Гладстона ранним представителем культурализма в лингвистике, а придавшие новый импульс этим дебатам в контексте гипотезы лингвистической относительности Брент Берлин и Пол Кэй видели Гладстона предтечей эволюционизма. Некоторые учёные, например английский этнолингвист Уильям Риверс (1901), вообще отрицали какое-либо влияние Гладстона за пределами литературных комментариев.

### Издания
- William Ewart Gladstone. Studies on Homer and the Homeric Age. — 1858. — Т. I.
- William Ewart Gladstone. Studies on Homer and the Homeric Age. — 1858. — Т. II.
- William Ewart Gladstone. Studies on Homer and the Homeric Age. — 1858. — Т. III.
- William Ewart Gladstone. Homeric synchronism; an enquiry into the time and place of Homer. — 1876.

### Исследования
- Bebbington D. The Mind of Gladstone. Religion, Homer,  and Politics. — 2004. — 331 p. — ISBN 0-19-926765-0.
- Hickerson N. P. Gladstone's Ethnolinguistics: The Language of Experience in the Nineteenth Century // Journal of Anthropological Research. — 1983. — Vol. 39, № 1. — P. 26-41. — JSTOR 3629814.
- Koelsch W. A. W. E. Gladstone and the Reconstruction of Bronze Age Geography // International Journal of the Classical Tradition. — 2006. — Vol. 12, № 3. — P. 329-345. — JSTOR 30222053.
- Myres J. L. Homer and his critics. — 1958. — 324 p. — ISBN 978-1-138-023308-6.
- Sampson G. Gladstone as linguist // Journal of Literary Semantics. — 2013. — Т. 42. — P. 1 – 29. — doi:10.1515/jls-2013-0001.
- Shannon R. Gladstone: God and Politics. — A&C Black, 2008. — 576 с. — ISBN 978 1 84725 203 6.